# Isoetes palmeri
Isoetes palmeri är en kärlväxtart som beskrevs av Hans Peter Fuchs. Isoetes palmeri ingår i släktet braxengräs, och familjen Isoetaceae. Inga underarter finns listade i Catalogue of Life.